# Ruellia togoensis
Ruellia togoensis är en akantusväxtart som först beskrevs av Gustav Lindau, och fick sitt nu gällande namn av Hermann Heino Heine. Ruellia togoensis ingår i släktet Ruellia och familjen akantusväxter. Inga underarter finns listade i Catalogue of Life.